# Hôtel de Bayard
 (janvier 2022).
L’hôtel de Bayard est un ancien hôtel particulier situé place Royale et au no 2, rue Henri-IV, à Pau, dans le département français des Pyrénées-Atlantiques, en région Nouvelle-Aquitaine.
Construit en 1640, il est remanié au début du XVIIIe siècle, pour Antoine de Bayard (1658-1717), président à mortier à la Chambre des comptes de Navarre.
Thomas Douglas, 5e comte de Selkirk y décède le 8 avril 1820.
Après plusieurs propriétaires successifs, dont le général d’Empire, Jean François Xavier Larriu, il est aujourd’hui une copropriété privée et accueille, depuis 1995, l’Office de tourisme et le bureau des Congrès de Pau.

## Histoire
En 1691, Antoine de Bayard est nommé président à mortier à la Chambre de comptes du Parlement de Navarre. En 1710, il épouse Marie-Jeanne de Duplaà, fille de Jean de Duplaà, seigneur d’Escout, Conseiller du roi et maire d’Oloron. À cette occasion, il fait largement remanier, dès l’année suivante, l’hôtel existant de son père, datant de 1640. Mais ce dernier s’éteint le 30 juillet 1717, laissant, par son testament, rédigé le 12 du même mois, l’ensemble de ses biens à ses trois enfants, sous la tutelle de leur mère.
En 1739, Jean-Antoine de Bayard, son troisième enfant et unique fils, prend la charge de Conseiller au Parlement de Navarre et fait procéder à des travaux d’embellissement dans l’hôtel. Il fait notamment remplacer le portail monumental par un modèle de style Louis XV, mais également reconstruire l’escalier d’honneur en pierre avec une élégante rampe du même style. Les fenêtres d’origine, à meneaux, disparaissent au profit de fenêtres à petits carreaux. Quelques ferronneries extérieures et de nouvelles boiseries sont également installées. Jean-Antoine de Bayard s’éteint à son tour en 1775, laissant tous ses biens et sa charge à son fils aîné, Pierre de Bayard qui disparait en 1788.

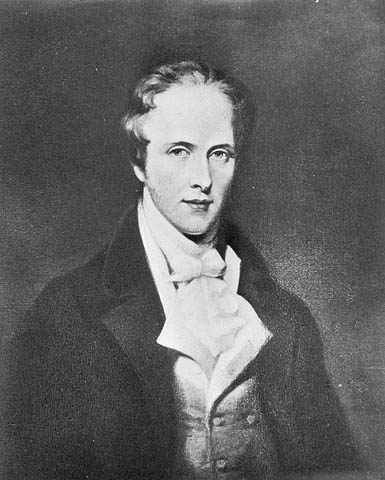
Le 5e comte de Selkirk

L’hôtel échoit alors à la femme et néanmoins cousine de ce dernier, la baronne Caroline Marie Victoire de Duplàa d’Escout, qu’il avait épousée en 1776. Exilée pendant la Révolution, elle et sa famille reviennent à Pau en 1799, mais, en 1803, préférant la résidence héritée de ses parents, la baronne vend l’hôtel à Jean-Baptiste Loustaunau, ancien chevrier en vallée d’Aspe, ayant fait fortune aux Indes en tant que général.
Dès 1809, à la suite du décès de son fils unique, Loustaunau revend l’hôtel au général d’Empire, Jean François Xavier Larriu. À partir de 1811, ce dernier est rappelé en Espagne et fait alors diviser l’hôtel en deux parties, l’une occupée par sa famille et l’autre destinée à la location.
En 1819, Thomas Douglas, 5e comte de Selkirk, usé par sa vie excessive et attiré à Pau pour la douceur de son climat, loue l’hôtel à partir de la mi-octobre avec le reste de sa famille. Prolongeant son séjour bien plus longtemps que la saison hivernale, dans le but de se refaire une santé, il s’éteint malheureusement dans l’hôtel, le 8 avril 1820.
Un an plus tard, le général Larriu, revient y passer sa retraite mais s’en sépare en faveur du libraire et éditeur Auguste Bassy en 1846, qui y habite avec sa femme Louise, née Duffard, et leurs deux enfants, François et Marie, d’un coté de l’édifice, laissant l’autre partie de l’hôtel à ses parents, sa sœur, Marguerite, et son frère Achille, qui y installe son étude notariale. Auguste Bassy fait également de l’hôtel l’écrin de sa maison d’édition, notamment de lithographies à partir de 1851.

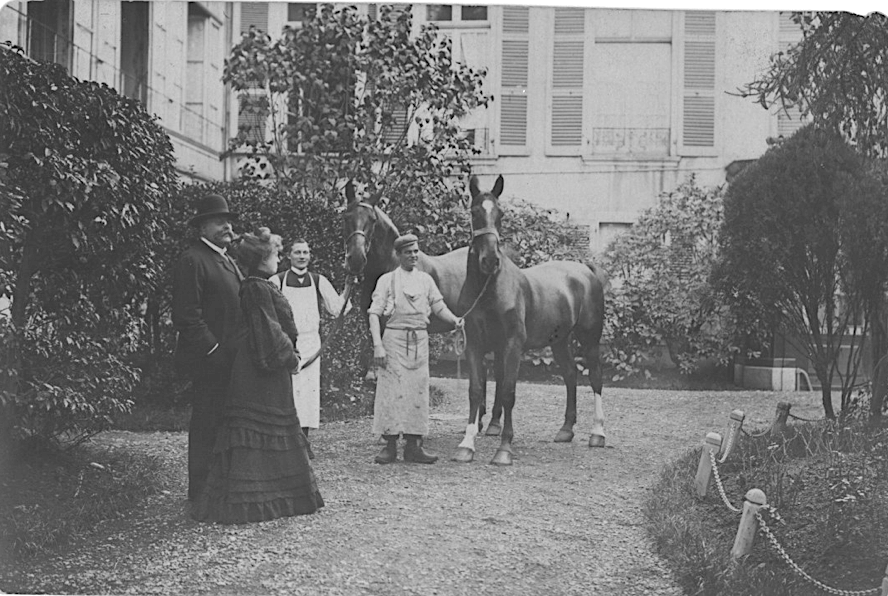
M. & Mme Genreau dans la cour de leur hôtel, en compagnie de deux palefreniers et deux chevaux d'attelage - Début XXe siècle

Auguste Bassy perd son fils, François en 1861 et se retire des affaires en 1876. Il est promu au rang d’officier de l’ordre de Nichan Iftikhar par le bey de Tunis en 1878 et décède dans l'hôtel en 1889. Sa veuve y vit jusqu’à sa propre disparition en 1907. L’hôtel est transmis à leur fille et unique héritière, Marie-Françoise-Caroline, qui épouse, en 1871, Philippe Genreau, inspecteur général des Mines et cousin par alliance du président Sadi Carnot.
Après la disparition du père en 1925, puis de la mère en 1929, l’hôtel est transmis ensuite à leur fille unique, Marie-Marguerite qui épouse Émile Deltombe en 1903. Cette dernière décède tardivement en 1972. L’hôtel, qui est alors déjà divisé en appartements est mis en copropriété par leur fille Colette, puis progressivement vendu.
En 1995, l’office du tourisme de Pau s’installe dans la plus vaste des trois surfaces commerciales du rez-de-chaussée.
De nos jours, copropriété privée, il accueille également deux boutiques de prêt-à-porter dont l’enseigne Weill.

## Architecture

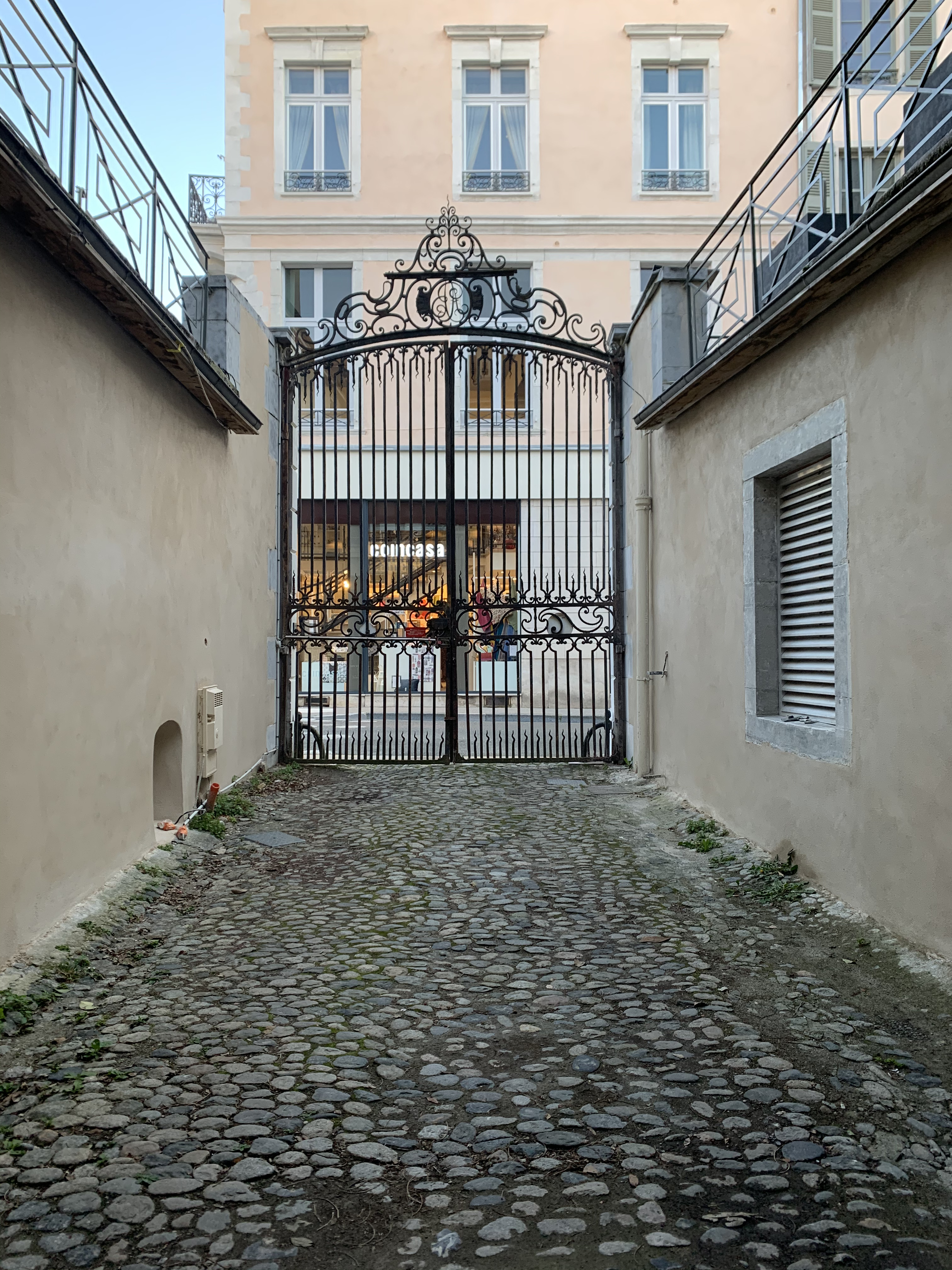
Vue depuis la cour, côté rue.

Le bâtiment, en H, se développe entre cour et jardin. D’une architecture très sobre, il comporte deux étages d’habitation et un troisième niveau destiné au personnel de maison.
Côté rue, en lieu et place des surfaces commerciales, se trouvent à l’origine les écuries et les cuisines, autour de la cour d’entrée qui est alors plus vaste.
De l’hôtel primitif, datant de 1640, ne subsiste que l’aile ouest donnant sur le jardin, en témoigne une ancienne plaque de cheminée scellée au dessus d’une des fenêtres de celle-ci et datée de 1641.
À partir de 1860, Auguste Bassy fait procéder à d’importantes transformations dans l’hôtel. Il crée notamment, dans la cour d’entrée, deux commerces en rez-de-chaussée, réduisant considérablement la taille de cette dernière, puis fait ajouter une galerie en véranda au premier étage. L’année suivante, à la suite de la construction du nouveau théâtre, la ville lui vend une partie de terrain dépendante de la rue Henri-IV, afin de s’aligner avec la façade de ce nouvel édifice, avançant la façade de l’aile est de l’hôtel de plus d’un mètre et créant des galeries vitrées à tous les étages.